# Thinophilus indigenus
Thinophilus indigenus är en tvåvingeart som beskrevs av Becker 1902. Thinophilus indigenus ingår i släktet Thinophilus och familjen styltflugor. Inga underarter finns listade i Catalogue of Life.